# Mount Many Peaks
Mount Many Peaks är ett berg i Australien. Det ligger i regionen Albany och delstaten Western Australia, omkring 400 kilometer sydost om delstatshuvudstaden Perth. Toppen på Mount Many Peaks är 565 meter över havet.
Mount Many Peaks är den högsta punkten i trakten. Trakten är glest befolkad. Närmaste större samhälle är Manypeaks, omkring 11 kilometer nordväst om Mount Many Peaks. 
Genomsnittlig årsnederbörd är 688 millimeter. Den regnigaste månaden är september, med i genomsnitt 107 mm nederbörd, och den torraste är februari, med 12 mm nederbörd.